# Kṛṣṇadevarāya
Śrī Kṛṣṇadevarāya, con grafia inglese Krishna Deva Raya o univerbato Krishnadevaraya (in kannada ಶ್ರೀ ಕೃಷ್ಣದೇವರಾಯ; in telugu శ్రీకృష్ణదేవరాయ; Hampi, 17 gennaio 1471 – Hampi, 17 ottobre 1529), fu il più famoso re dell’Impero Vijayanagara.
Sotto il suo regno l'impero raggiunse il punto di massimo splendore. È considerato un eroe per le popolazioni kannaḍa e telugu e uno dei più grandi re di tutta la storia dell'India. L'imperatore Krishna Deva Raya guadagnò i titoli di Kannada Rajya Rama Ramana (ಕನ್ನಡರಾಜ್ಯರಮಾರಮಣ), Moorurayaraganda (ಮೂರುರಾಯರಗಂಡ) (significa re dei tre re) e Andhra Bhoja (ఆంధ్రభోజ). Molto delle informazioni riguardanti questo imperatore e del suo regno sono pervenute dai viaggiatori portoghesi Domingos Paes e Nuniz.
Fu assistito nell'amministrazione dall'abile primo ministro Timmarusu. Timmarusu fu responsabile dell'incoronazione di Krishna Deva Raya, il quale lo considerò come una figura paterna. In realtà era figlio di Nagala Devi e Tuluva Narasa Nayaka, comandante dell'esercito sotto il regno di Saluva Narasimha Deva Raya, che successivamente assunse il controllo dell'impero al fine di impedirne la disintegrazione.
Il suo regno fu un capitolo glorioso nella storia di Vijayanagara e i suoi eserciti riportarono innumerevoli vittorie. L'abilità di Krishna Deva Raya in battaglia gli consentì di volgere a suo favore anche situazioni drammatiche e sfavorevoli. Il primo decennio del suo governo fu caratterizzato da lunghi assedi, sanguinose conquiste verso i principali nemici, quali i Gajapati di Orissa, il sultanato di Bahmani, che pur frantumandosi in cinque piccoli regni furono una minaccia costante, i portoghesi come potenza marittima, sia militare che commerciale. A questi si aggiunsero alcuni feudatari di Ummatur, Reddy di Kondavidu e Velama di Bhuvanagiri che si ribellarono all'autorità di Vijayanagara.

## Il successo nel Deccan
I continui saccheggi patiti da Vijayanagara e dai villaggi ad opera dei sultanati del Deccan ebbero fine durante il regno di Krishna Deva Raya. Nel 1509 i suoi eserciti si scontrarono con il sultano di Bijapur a Diwani e il sultano Mahmud venne gravemente ferito e sconfitto. Yusuf Adil Khan fu ucciso e Kovilkonda annessa. Sfruttando la vittoria e la disunione dei sultanati, il Raya invase Bidar, Bijapur e Gulbarga.